# Tetrassacarídeo
Tetrasacarídeo é uma sub-divisão do grupo de carboidratos. São os hidratos de carbono que dá hidrólise, forma quatro monossacarídeos. A fórmula geral de um tetrassacarídeo é C24H42S21.